# Simulium pentaceros
Simulium pentaceros är en tvåvingeart som beskrevs av Jean Charles Marie Grenier och Jacques Brunhes 1972. Simulium pentaceros ingår i släktet Simulium och familjen knott.
Artens utbredningsområde är Madagaskar. Inga underarter finns listade i Catalogue of Life.